# We Are Monsters
We Are Monsters ist ein schwedischer Horrorfilm aus dem Jahr 2015. Regie bei dem Rape-and-Revenge-Film führten die beiden Regisseure Sonny Laguna und Tommy Wiklund, die den Film mit David Liljeblad auch schrieben und produzierten.

## Handlung
Die Australierin Emma ist als Vertreterin eines Ölkonzerns in den Vereinigten Staaten, um ein brisantes Ölgeschäft abzuschließen. Auf der Fahrt zu einer Pressekonferenz wird sie von Taxifahrerin Shirley entführt und zu dem Sadisten Jim und seinem geistig beschränkten Kumpel Pete gebracht. Dort wird sie über mehrere Tage vergewaltigt und gefoltert.
Nach einer abschließenden analen Vergewaltigung soll sie hingerichtet werden, doch ihr gelingt die Flucht in das umschließende Waldgebiet. Am nächsten Morgen trifft sie auf Pete, der sie wieder einfangen will. Im darauffolgenden Handgemenge gelingt es ihr, Pete mit einem Häcksler zu töten.
Anschließend überwältigt sie Jim und fesselt ihn an einen Stuhl. Sie beginnt ihn nun zu foltern. Unter anderem schneidet sie ihm einen Fuß ab. Als sie seinen Penis mit einem Hammer einschlägt, kann er sich losreißen. Im anschließenden Handgemenge behält sie die Oberhand und tötet ihren Peiniger.
Als sie die Hütte verlassen möchte, trifft sie auf Shirley. Diese richtet sie mit einer Schrotflinte hin. Anschließend zündet Emma die Hütte an.

## Hintergrund
Die beiden Filmemacher Sonny Laguna und Tommy Wiklund gründeten ihre Filmproduktionsfirma Stockholme Syndrome Films bereits 2008. Sie sind dem Horrorfilmgenre vor allem durch ihren Film Cabin of the Dead (2012) bekannt, einen Film, der sich stark an den ersten Tanz der Teufel (1981) anlehnte. Nach diesem Film geriet jedoch ihre Filmfirma in finanzielle Schwierigkeiten. Jedoch konnten diese überwunden werden, so dass sie 2015 nicht nur We Are Monsters drehen konnten, sondern auch den Kurzfilm The Girl Beneath.
Seine Premiere hatte der Film im Mai 2015 auf dem Filmfestival Nocturna in Madrid. Am 2. Mai 2015 feierte er seine DVD-Premiere in Japan. Am 11. Dezember 2015 folgte eine Veröffentlichung des niederländischen Uncut-Labels Extreme für den österreichischen und Schweizer Markt. Die DVD im Mediabook erschien mit zwei verschiedenen Covern, wobei eines auf 1000 Stück, das andere auf 500 Stück limitiert war. 2017 wurde der Film von Red Label erneut aufgelegt.